# Alexander (Nova Iorque)
Alexander é uma cidade  (e também uma vila com o mesmo nome) localizada no estado americano de Nova Iorque, no Condado de Genesee.

## Demografia
Segundo o censo americano de 2000, a sua população era de 2451 habitantes.

## Geografia
Alexander localiza-se a aproximadamente 268 m acima do nível do mar.

## Localidades na vizinhança
O diagrama seguinte representa as localidades num raio de 20 km ao redor de Alexander. 